# Stephen Malcolm
Stephen Malcolm (St. James, 2 maggio 1970 – Falmouth, 28 gennaio 2001) è stato un calciatore giamaicano, di ruolo centrocampista.

## Carriera
Con la Nazionale di calcio della Giamaica ha partecipato al campionato del mondo 1998, disputando 2 partite contro Argentina e Giappone.
È morto a causa di un incidente d'auto: dopo aver disputato un'amichevole contro la Bulgaria a Kingston, la sua vettura subì una foratura ad una ruota, sbandando nei pressi di Falmouth. Nell'incidente rimase coinvolto anche Theodore Whitmore, che non riportò gravi conseguenze. In suo onore la società ha ritirato maglia numero 2, quella da lui indossata durante la sua militanza.